# Joker (kansspel)
De Joker (sinds 1 februari 2011 Joker+) is een kansspel dat georganiseerd wordt door de Belgische Nationale Loterij. De winnaars worden bepaald via een trekking die uitgezonden wordt op de televisiezender Eén.

## Spelconcept
Bij de Joker telt de volledige of gedeeltelijk juiste opvolging van een getal van zeven cijfers (minimaal 0.000.000, maximaal 9.999.999), dat door een trekking vergelijkbaar met die van de lotto wordt bepaald door de centrale computer van de Nationale Loterij. Sinds 17 januari 2000 wordt Joker los gespeeld van de Lotto, voorheen was het één spel. De speler kan nu met minimum twee en maximum 10 Joker-nummers deelnemen aan één tot 20 opeenvolgende trekkingen.

## Winstbedragen
- 1.000.000 euro: Het getal komt volledig overeen met het getrokken getal.
- 50.000 euro: De laatste zes cijfers komen overeen met het getrokken getal.
- 5.000 euro: De laatste vijf cijfers komen overeen met het getrokken getal.
- 500 euro: De laatste vier cijfers komen overeen met het getrokken getal.
- 50 euro: De honderd-, de tientallen en de eenheden zijn bij beide getallen hetzelfde.
- 10 euro: Zowel de tientallen als de eenheden zijn bij beide getallen hetzelfde.
- 2,50 euro: Het cijfer van de eenheden op het deelnemersticket is hetzelfde als dat van het getrokken getal.